# Noord-Hollands volkslied
Ik houd van het groen in je wei is de tekst van het Noord-Hollands volkslied. Het werd op 22 februari 2000 als zodanig aanvaard. Daarmee was de provincie Noord-Holland de laatste Nederlandse provincie die een eigen volkslied vaststelde. Voordien werd ook Waar de blanke top der duinen als volkslied gebruikt.
Het lied is gebaseerd op een tekst uit 1950 van P.J. Ferdinant, onderwijzer in Amsterdam, die het op eigen initiatief had geschreven en aanbood aan de provincie. Een onbekend componist kreeg opdracht om de tekst op muziek te zetten. Dit werd door de Commissaris der Koningin, Dr. J.E. baron de Vos van Steenwijk voorgelegd aan dirigent Eduard van Beinum, maar wat zijn mening erover was is onbekend. In elk geval bleef het lied op de plank liggen.
In 1993/1994 werd landelijk op grond van geïnventariseerde mogelijkheden door J.A. van Kemenade overwogen om grotere provincies te creëren en Noord- en Zuid-Holland samen te voegen met een deel van Zeeland. Een NRC journalist concludeerde dat Noord-Holland, als enige geen eigen volkslied had. Als reactie werd het lied van Ferdinant naar voren gebracht. 
Toen Gerrit Bosch, conservator van de provinciale kunstcollectie, ter gelegenheid van een personeelsfeest een komische act moest schrijven koos hij als thema de opheffing van de provincie. Hij schreef nieuwe muziek bij de tekst, en liet de tekst - die hij wat oubollig vond - aanpassen door Sytze de Vries, die predikant was van de Oude Kerk te Amsterdam. Er kwam vraag naar een opname van het lied. Bosch liet zo een opname maken in het Concertgebouw door het Haarlems vrouwenkoor `Kaviaar´ onder leiding van Cor Brandenburg. Bij het verspreiden van tekst en muziek werd er telkens bij gezegd dat het niet om het officiële volkslied handelde.
In 1999 organiseerde Radio Noord-Holland een arrangeerwedstrijd voor het lied. Het winnende arrangement en de winnende uitvoering werden uitgevoerd in aanwezigheid van Van Kemenade, die toen provinciale commissaris van de Koningin was. Die beloofde om zich in te zetten het volkslied officieel vast te stellen. Dit gebeurde op 22 februari 2000 door college van Gedeputeerde Staten.

## Tekst
De aangepaste tekst hieronder:
Melodie (fragment): 

I

Noord-Holland, ik houd van het groen in je wei,

Het zwart-wit en rood van je koeien.

Je velden vol molens versieren de Mei

Wanneer alle bollen gaan bloeien.

Het zilveren licht kleurt de lucht op het land.

En zilt komt de zeelucht gewaaid aan je strand

Om 't wit van de wolken aan 't hemelse blauw:

Noord-Holland, mijn Holland, hoe houd ik van jou!

II

Noord-Holland, ik houd van je heerlijke Gooi,

Je prachtige Kennemerdreven.

Je meren en brede kanalen zo mooi,

Zijn spiegels van waterrijk leven

En zie ik je polders, ontworsteld aan zee,

Daar wuift nu het goudgele graan met ons mee.

Het fluitekruid siert met zijn sluier je dijk.

Noord-Holland, mijn Holland, wat ben je toch rijk!

III

Noord-Holland, ik zie je historische pracht,

Bewaard in je talloze steden.

Je huizen getuigen van stoerheid en kracht,

En rijk is je grote verleden.

Een volk waar de één op de ander vertrouwt

Een dat aan zijn toekomst nog dagelijks bouwt,

Met ieder die aan jou zijn hart heeft verpand.

Daarom ben jij Holland, mijn Holland, mijn land!